# Georgi Chilikov
Georgi Prodanov Chilikov (búlgaro: Георги Проданов Чиликов; Burgas, 23 de agosto de 1978) é um ex-futebolista búlgaro que atuava como atacante.

## Carreira
Iniciou sua trajetória no futebol em 1995, pelo Cherno' Burgas.
Atuou até 1998 por esta agremiação, mas não deixou a cidade natal - assinou contrato com o modesto Neftochimic Burgas em 1999. Seus oito gols marcados em 56 jogos chamaram a atenção do Levski Sófia, que o contratou em 2001. Foi pelos azuis que Chilika (apelido do atacante) se destacou: foram 55 gols em 97 partidas. Tal desempenho acabou chamando a atenção do modesto Nacional da Madeira, que vinha em pequena ascensão em Portugal.
Chegando à Madeira, Chilikov não se destacou tanto quanto no Levski: em 39 partidas, marcou apenas quatro gols. Regressou à Bulgária em 2007 para atuar pelo maior rival do Levski, o CSKA, e também não foi bem: doze jogos, e três gols. Tudo indicava que sua carreira estaria naufragando.
Chilikov assinou contrato com o chinês Dalian Shide, e teve um desempenho igual ao que teve no CSKA: doze partidas, e cinco tentos assinalados. 
A carreira do atacante parecia desmoronar de vez quando ele foi contratado pelo modestíssimo Tobol Kostanay do Cazaquistão. E, literalmente, Chilikov não foi notado: apenas nove jogos e um mero gol marcado.
Chilikov retornou ao Cherno Burgas, time que o revelou, e se desempenho foi medíocre: seis jogos, nenhum gol.

## Seleção Búlgara
Chilikov disputou sete partidas e marcou um gol pela Bulgária. Esteve no elenco que disputou a Eurocopa de 2004, realizada em Portugal, mas, tendo amargado a reserva, assistiu o vexame de sua seleção, que caiu na primeira fase, sem nenhum ponto, apenas um gol marcado e nove sofridos. 
Deixou a Seleção de seu país neste mesmo ano.